# Janetiella
Janetiella is een muggengeslacht uit de familie van de galmuggen (Cecidomyiidae).

## Soorten
- J. acerifolii (Felt, 1907)
- J. americana Felt, 1908
- J. asplenifolius (Felt, 1907)
- J. breviaria Felt, 1908
- J. brevicauda Felt, 1908
- J. brevicornis (Felt, 1907)
- J. coloradensis Felt, 1912
- J. euphorbiae Stefani, 1908
- J. fallax Kieffer, 1904
- J. foliicola Marikovskij, 1956
- J. fortiana Trotter, 1901
- J. genistae Kieffer, 1909
- J. glechomae Tavares, 1930
- J. goiranica Kieffer & Trotter, 1905
- J. lemeei

Iepennerfgalmug (Kieffer, 1904)
- J. ligni Felt, 1915
- J. maculata Tavares, 1901
- J. nodosus (Felt, 1907)

- J. oenephila (Haimhoffen, 1875)
- J. pini (Felt, 1907)
- J. sanguinea Felt, 1908
- J. siskiyou

Cipreszaadgalmug Felt, 1917
- J. thymi

Tijmtopgalmug (Kieffer, 1888)
- J. tiliaceus (Felt, 1907)
- J. tuberculi (Rübsaamen, 1889)
- J. ulmi (Beutenmüller, 1907)